# Гусла (хор)
Вижте пояснителната страница за други значения на Гусла.
Хор „Гусла“ е български мъжки хор, основан през 1924 г. по идея на Добри Христов в София. Основатели са Цветан Николов, Васил Стамболджиев, Добри Хаджиянков, Сотир Спанчев, Георги Рафаилов, Христо Кулелиев, Стоян Хаджибонев. Стоян Хаджибонев е бил награден от цар Борис III за заслугите си в хор „Гусла“ със сребърен кръст от Ордена на Св. Александър. Първият диригент е Добри Хаджиянков. В периода 1929 – 1930 г. диригент е Христо Манолов, а до 1960 г. ръководител на хора е Асен Димитров. Между 1960 и 1979 г. диригент е Васил Стефанов. От 1985 г. хорът се ръководи от Валентин Бобевски. През годините хорът е достигал до 110 души. Състои се от 60 певци, от които 34 тенори, 14 баритони, 12 баси.
Хорът е изнася над 4000 концерта в 52 страни – над 100 турнета пред повече от шест милиона слушатели. Участва в 36 конкурса и фестивали в Унгария, Полша, Италия, Испания, Великобритания, Япония, Франция, Германия, Гърция, Холандия. Носител е на 22 национални и международни награди, между които „Европейската среща на хоровете“ – Будапеща (1933), Републиканските фестивали на художествената самодейност – София и Пловдив (1959 – 1989), „Международния хоров конкурс“ – Хага (1971), „Международния хоров конкурс“ – Толоса, Испания (1974), Конкурса на BBC (1978), Международния хоров конкурс – „Майнхаузен“ (Франкфурт – 1993).
Широкият репертоарен диапазон на хора включва творби от всички стилове и епохи – от древността (Одата на Пиндар), старите майстори (Жоскен де Пре, Рамо, Виториа), Ренесанса (Скарлати, Ди Веноза), Барока (Йохан Себастиан Бах и Хендел) Класиците (Моцарт, Бетховен), Романтиците (Шуберт, Вебер, Шуман, Брамс), през Брух, Чайковски, Вагнер, Верди, Бортнянски, Дмитрий Шостакович, Орф, Кодай – до наши дни. Най-изтъкнатите български композитори специално творят за хор „Гусла“. Хорът е изпълнил над 1000 хорови творби. За него са писали Добри Христов, Петко Стайнов, Георги Димитров, Александър Танев, Здравко Манолов, Георги Спасов, Марин Големинов, Петър Динев, Христо Манолов.
Хорът участва в постановките „Лоенгрин“, „Танхойзер“ и „Летящият холандец“ от Рихард Вагнер, „Борис Годунов“ от Модест Мусоргски и „Садко“ от Николай Римски-Корсаков, като подсилва оперния хор на Софийската опера.
„Гусла“ е първият български хор, който осъществява задгранично турне – в Германия през 1927 г. През 1931 г. за първи път в България изпълнява Девета симфония на Лудвиг ван Бетовен. През 1933 г. в Будапеща печели за първи път награда от хоров конкурс.
Осъществил е 225 радиозаписа на песни, пет телевизионни филма, девет грамофонни плочи, три аудиокасети и три компакт диска.
В хор „Гусла“ са пели Борис Христов, Тодор Мазаров, Павел Манолов, Любомир Минчев.